# Janowiec (Puławy)
Pour les articles homonymes, voir Janowiec.
Janowiec (prononciation [ jaˈnɔvjɛt͡s]) est un village de la gmina de Janowiec du powiat de Puławy dans la voïvodie de Lublin, situé dans l'est de la Pologne.
Le village est le siège administratif (chef-lieu) de la gmina appelée gmina de Janowiec.
Il se situe à environ 12 kilomètres au sud-ouest de Puławy (siège du powiat) et 49 kilomètres à l'ouest de Lublin (capitale de la voïvodie).
Le village compte approximativement une population de 1 000 habitants.

## Histoire

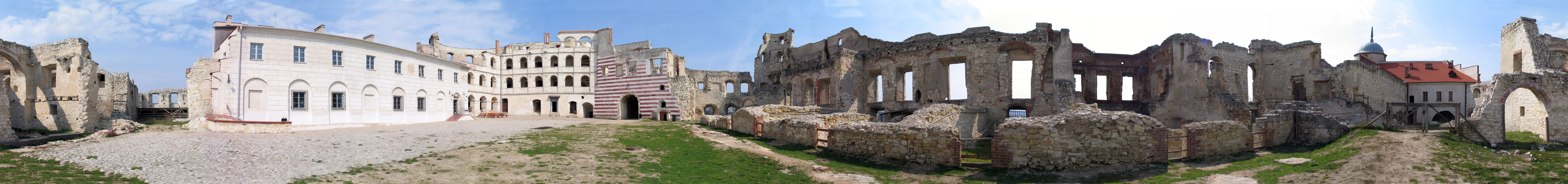
Paronama du château de Janowiec

Janowiec a été fondée comme une ville sur la base du droit de Magdebourg en 1537. Au XIXe siècle, la ville était en déclin économique et en 1870, elle a perdu son statut de ville.
De 1975 à 1998, le village est attaché administrativement à l'ancienne voïvodie de Lublin.

Depuis 1999, il fait partie de la nouvelle voïvodie de Lublin.